# Filip 1. af Pfalz
Filip den Oprigtige eller Filip den Ædelmodige (tysk: Philipp I., Pfalzgraf bei Rhein, Philipp der Aufrichtige eller Philipp der Edelmütige) (født 14. juli 1448 i Heidelberg, død 28. februar 1508 i Germersheim) fra slægten Wittelsbach var pfalzgreve og kurfyrste af Pfalz fra 1476 til 1508.

## Forældre
Filip den Oprigtige var søn af kurfyrste Ludvig 4. af Pfalz og prinsesse Margarethe af Savoyen (1420–1479). Hun var datter af greve Amadeus 8. af Savoyen (den senere modpave Felix 5.).

## Ægteskab
Filip den Oprigtige var gift med Margarete af Bayern-Landshut (1456–1501), datter af hertug Ludvig den 9. (den rige) af Bayern-Landshut.
Filip og Margarete fik 14 børn. Af disse børn blev otte sønner og fire døtre voksne. To sønner blev kurfyrster. Fem sønner blev fyrstbiskopper, og den yngste overlevende søn blev statholder. Den længstlevende sønnesøn blev også kurfyrste. Efter sønnesønnens død i 1559, som forblev barnløs, var det en fjern slægtning, der blev kurfyrste.
Filips og Margaretes fire ældste børn var:
- Ludvig 5., kurfyrste af Pfalz (1478–1544), kurfyrste 1508-1544, gift 1511 med prinsesse Sibylle af Bayern-München (1489–1519). Hun var datter af hertug Albrecht 4. af Bayern-München.
- Filip (1480–1541), fyrstebiskop af Freising og Naumburg
- Ruprecht af Pfalz (biskop af Freising) (1481–1504), far til Otto Henrik, kurfyrste af Pfalz (1502–1559).
- Frederik 2. af Pfalz (1482–1556), kurfyrste 1544-1556, gift  1535 med prinsesse Dorothea af Danmark-Norge (ældste datter af kong Christian 2. af Danmark, Norge og Sverige).